# Desmomys yaldeni
Desmomys yaldeni (Дестоміс Ялдена) — рід гризунів родини Мишевих з Єфіопії.

## Проживання
Цей вид має дуже обмежений діапазон в південно-західній Ефіопії. На даний момент відомий тільки з висот від 1800 м до 1930 м над рівнем моря. Знаходиться у вологому афро-гірському лісі з помітною кількістю паразитного Ficus у підліску переважає Coffea arabica. 

## Загрози та охорона
Швидке руйнування гірських лісів може загрожувати виду в найближчому майбутньому. Не відомо чи вид присутній в охоронних територіях.